# Brus (Serbia)
Brus (cyr. Брус) – miasto w Serbii, w okręgu rasińskim, siedziba gminy Brus. W 2011 roku liczyło 4636 mieszkańców.